# WWE No Mercy
No Mercy (không thương xót) là một giải đấu đô vật hàng năm được tổ chức bởi WWE. Lần đầu tiên, No Mercy đã được tổ chức vào ngày 16 tháng 5 năm 1999 ở Manchester, nước Anh. Những sự kiện đã được tổ chức hằng năm từ tháng 10 từ năm 1999 đến năm 2008, và từ năm 2003 đến 2006. Trong năm 2016, sự kiện này trở lại như một độc quyền của SmackDown, đánh dấu sự trở lại nhằm mở rộng thương hiệu và được phát sóng lần đầu tiên trên WWE Network. Bài hát " No mercy " bởi Jim Johnston được dùng như là một chủ đề thường nhật cho những sự kiện trong những năm 2002, 2004, 2006, và năm 2007. Trong sự kiện năm 2016, bài hát chủ đề đổi thành " No mercy " bởi KIT.

## No Mercy: thời gian và địa điểm
|  | RAW - tổ chức riêng |  | SmackDown - tổ chức riêng |

| Sự kiện         | Thời gian                 | Thành phố                   | Đia điểm                      | Sự kiện chính |
| --------------- | ------------------------- | --------------------------- | ----------------------------- | --- |
| No Mercy (UK)   | 16/051999                 | Manchester, Anh             | Manchester Evening News Arena | Stone Cold Steve Austin (c) vs. The Undertaker vs. Triple H in an Anything Goes match for the WWF Championship            |
| No Mercy (1999) | ngày 17 tháng 10 năm 1999 | Cleveland, Ohio             | Gund Arena                    | Triple H (c) vs. Stone Cold Steve Austin in an Anything Goes match for the WWF Championship                               |
| No Mercy (2000) | ngày 22 tháng 10 năm 2000 | Albany, New York            | Pepsi Arena                   | The Rock (c) vs. Kurt Angle in a No Disqualification match for the WWF Championship                                       |
| No Mercy (2001) | ngày 21 tháng 10 năm 2001 | St. Louis, Missouri         | Savvis Center                 | Stone Cold Steve Austin (c) vs. Kurt Angle vs. Rob Van Dam in a Triple Threat match for the WWF Championship              |
| No Mercy (2002) | ngày 20 tháng 10 năm 2002 | North Little Rock, Arkansas | Alltel Arena                  | Brock Lesnar (c) vs. The Undertaker in a Hell in a Cell match for the WWE Championship                                    |
| No Mercy (2003) | ngày 19 tháng 10 năm 2003 | Baltimore, Maryland         | 1st Mariner Arena             | Brock Lesnar (c) vs. The Undertaker in a Biker Chain match for the WWE Championship                                       |
| No Mercy (2004) | ngày 3 tháng 10 năm 2004  | Đông Rutherford, New Jersey | Continental Airlines Arena    | John "Bradshaw" Layfield (c) vs. The Undertaker in a Last Ride match for the WWE Championship                             |
| No Mercy (2005) | ngày 9 tháng 10 năm 2005  | Houston, Texas              | Toyota Center                 | Batista (c) vs. Eddie Guerrero for the World Heavyweight Championship                                                     |
| No Mercy (2006) | ngày 8 tháng 10 năm 2006  | Raleigh, Bă cCarolina       | RBC Center                    | King Booker (c) vs. Bobby Lashley vs. Batista vs. Finlay in a Fatal Four-Way match for the World Heavyweight Championship |
| No Mercy (2007) | ngày 7 tháng 10 năm 2007  | Rosemont, Illinois          | Allstate Arena                | Triple H (c) vs. Randy Orton in a Last Man Standing match for the WWE Championship                                        |
| No Mercy (2008) | ngày 5 tháng 10 năm 2008  | Portland, Oregon            | Rose Garden                   | Chris Jericho (c) vs. Shawn Michaels in a Ladder match for the World Heavyweight Championship                             |
| No Mercy (2016) | ngày 9 tháng 10 năm 2016  | Sacramento, California      | Golden 1 Center               | AJ Styles (c) vs. John Cena vs. Dean Ambrose in a Triple Threat match for the WWE Championship Randy Orton vs. Bray Wyatt |
| No Mercy (2017) | ngày 24 tháng 9 năm 2017  | Los Angeles, California     | Trung tâm Staples             | Brock Lesnar (c) vs. Braun Strowman tranh đai WWE Universal Championship                                                  |